# Oscar Otte
Oscar Otte (født 16. juli 1993 i Köln, Tyskland) er en professionel tennisspiller fra Tyskland.